# Freedb
freedb – internetowa baza danych zawierająca informacje o muzycznych płytach CD, na licencji GNU General Public License. Jest wykorzystywana w odtwarzaczach audio do wyświetlania np. tytułów utworów.
W 2006 baza została kupiona przez firmę Magix.